# Filip Tapalović
Filip Tapalović (Gelsenkirchen, 22 ottobre 1976) è un allenatore di calcio ed ex calciatore croato, di ruolo centrocampista, attuale collaboratore tecnico del Borussia Dortmund.

## Biografia
Nato in Germania da una famiglia di origini croate, è il fratello maggiore di Toni, anche egli calciatore.

## Statistiche

### Cronologia presenze e reti in nazionale
| Cronologia completa delle presenze e delle reti in nazionale ― Croazia | Cronologia completa delle presenze e delle reti in nazionale ― Croazia | Cronologia completa delle presenze e delle reti in nazionale ― Croazia | Cronologia completa delle presenze e delle reti in nazionale ― Croazia | Cronologia completa delle presenze e delle reti in nazionale ― Croazia | Cronologia completa delle presenze e delle reti in nazionale ― Croazia | Cronologia completa delle presenze e delle reti in nazionale ― Croazia | Cronologia completa delle presenze e delle reti in nazionale ― Croazia |
| Data                                                                   | Città                                                                  | In casa                                                                | Risultato                                                              | Ospiti                                                                 | Competizione                                                           | Reti                                                                   | Note                                                                   |
| ---------------------------------------------------------------------- | ---------------------------------------------------------------------- | ---------------------------------------------------------------------- | ---------------------------------------------------------------------- | ---------------------------------------------------------------------- | ---------------------------------------------------------------------- | ---------------------------------------------------------------------- | ---------------------------------------------------------------------- |
| 8-5-2002                                                               | Pécs                                                                   | Ungheria                                                               | 0 – 2                                                                  | Croazia                                                                | Amichevole                                                             | -                                                                      |                                                                        |
| 21-8-2002                                                              | Varaždin                                                               | Croazia                                                                | 1 – 1                                                                  | Galles                                                                 | Amichevole                                                             | -                                                                      | 75’                                                                    |
| 7-9-2002                                                               | Osijek                                                                 | Croazia                                                                | 0 – 0                                                                  | Estonia                                                                | Qual. Euro 2004                                                        | -                                                                      |                                                                        |
| Totale                                                                 |                                                                        | Presenze                                                               | 3                                                                      |                                                                        | Reti                                                                   | 0                                                                      |                                                                        |

## Palmarès

### Competizioni nazionali
- 2. Fußball-Bundesliga: 1

Bochum: 1995-1996